# Sauber Mercedes C292
La Sauber Mercedes C292 est une voiture de course de l'écurie suisse et allemande Team Sauber Mercedes.
Elle est construite pour le Championnat du monde des voitures de sport 1992 mais le projet n'aboutit pas puisque Mercedes-Benz se retire pour préparer son retour en Formule 1. Elle ne participe à aucune course.

## Genèse du projet
Après de nombreuses difficultés rencontrées tout au long de l’année 1991, le Team Sauber-Mercedes finit la saison sur une bonne note et la victoire de son duo Michael Schumacher/Karl Wendlinger à Autopolis. 
La C291 a démontré sa rapidité lors des séances qualifications mais la révolutionnaire Jaguar XJR-14 a donné le ton aérodynamique de cette saison. Accaparé par les nombreux soucis moteurs, le team n’entreprend pas une mise à jour comme Peugeot a pu le faire avec sa 905. 
Les efforts sont concentrés sur 1992. La C292 n’est pas une toute nouvelle voiture mais une profonde évolution de la C291. Elles partagent, en effet, la même coque. Cependant, le reste a été totalement repensé par Leo Ress et son équipe. À l'image de la XJR-14, 905 ou TS010, la C292 adopte l'aileron biplan. 
Un système de suspension active était également en développement à Hinwill. 

## Aspects techniques
Comme sa devancière, la Sauber-Mercedes C292 est motorisée par le 12 cylindres à plat de la marque à l’étoile, le Mercedes M291. Probablement renommé M292 pour l’année 1992, il bénéfice du développement effectué tout au long de l’année 1991 sous la houlette du Dr Hermann Hiereth, responsable moteur. À la fin de la saison 1991, le M291 développait une puissance de 650ch.
La boite de vitesses reste une boite manuelle transversale 6 rapports à l'instar de la Sauber-Mercedes C291. Cependant, différentes sources ont indiqué qu’une boite semi-automatique voire automatique était en phase de test sur une Sauber Mercedes C11 pour l’inclure sur la C291. Faute de témoignages, difficile de savoir si cette boite aurait été pu être intégrée sur la C292.

## Aujourd'hui
Il existe deux châssis de la C292. Le numéro 92.C292-01 est la propriété d'un collectionneur privé et le second (92.C292-02) est au musée Mercedes à Stuttgart.